# Ditrichophora canifrons
Ditrichophora canifrons är en tvåvingeart som beskrevs av Cresson 1926. Ditrichophora canifrons ingår i släktet Ditrichophora och familjen vattenflugor. Inga underarter finns listade i Catalogue of Life.